# Enterolobium glaziovii

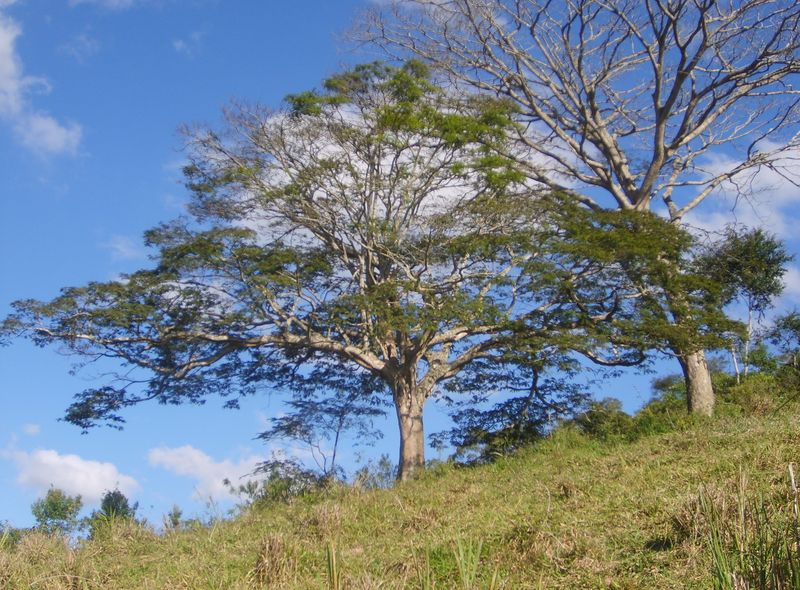

Enterolobium glaziovii (Benth) Mesquita é uma fabácea mimosoideae (leguminosa) rara e endêmica da Mata Atlântica, também conhecida como angico pedra, vinhático cabeleira, cabu-vinhático.
Ocorre no Brasil, nomeadamente nas regiões Sudeste e Nordeste. Os seus nomes comuns são orelha-de-negro, vinhático-cabeleira, angico-pedra, timbó, orelha-de-macaco, timboiba, tambor, cobi, cabu-vinhático.